# Taryn Power
Taryn Power   (Los Angeles, 13 de setembre de 1953 - Viroqua, 26 de juny de 2020) fou una actriu estatunidenca. Era la filla petita de Tyrone Power i Linda Christian i la germana de Romina Power.

## Biografia
Els seus pares es van divorciar el 1956. Després del divorci va ser confiada a la mare, juntament amb la seva germana Romina. El pare de Tyrone es va morir després d'un atac cardíac, quan ella tenia 5 anys.
Va actuar en vuit pel·lícules, les dues primeres en espanyol, la resta en llengua anglesa. Els seus papers més importants han estat Valentine De Villefort en El comte de Montecristo (1975) amb Richard Chamberlain, Donald Pleasence i Tony Curtis; i Dione en Simbad i l'ull del tigre (1977), interpretada de Patrick Wayne i Jane Seymour.
El 1975 va conèixer el fotògraf Norman Seeff a Los Angeles, amb qui es va casar poc abans del naixement de la seva primera filla, Tai Dawn Seeff (28 de desembre de 1978), per després separar-se i divorciar-se el 1982. Va tenir dos fills més amb el músic Tony Fox Sales: Anthony Tyrone Sales (4 de setembre de 1983) i Valentina Fox Sales (10 de setembre de 1983). Després es va casar amb William Greendeer, amb qui va tenir la quarta filla, Stella Blanca Greendeer (abril de 1996).

## Filmografia
Filmografia:
- 1990: L'últim secret de les dones: Anita
- 1985: Matt Houston: Deborah (1 episodi)
- 1984: Hydra, el monstre de les profunditats: Margaret
- 1977: The Hardy Boys: Helene Holstead (1 episodi)
- 1977: Simbad i l'ull del tigre (Sinbad et l'Œell du tigre): Dione
- 1977: Tracks: Stephanie
- 1976: Bordella: Olimpia
- 1975: El comte de Montecristo: Valentine De Villefort
- 1974: Un viaje de locos
- 1972: Maria: Maria